# Oxigenoteràpia
L'oxigenoteràpia és el conjunt d'activitats que permeten introduir oxigen al pacient com a tractament transitori d'una patologia, generalment respiratòria. Aquest tractament pot ser administrat en algunes malalties com les pulmonars, fractures de costelles, després d'una lesió diafragmàtica, etc. L'objectiu és elevar la concentració d'oxigen en sang i teixits fins a restablir-ne la taxa normal. Una concentració excessiva d'oxigen en sang pot produir una depressió respiratòria, o sigui, l'efecte contrari buscat per l'oxigenoteràpia.

## Administració
Es pot administrar amb:
- Ulleres nasals
- Mascareta d'oxigenoteràpia
- Respirador

## La determinació de l'oxigen en sang
La determinació de l'oxigen en sang es pot fer de dues maneres: mitjançant la realització d'una gasometria arterial (determinació dels gasos circulants en sang arterial) i mitjançant la pulsioximetria.

### La gasometria arterial
La gasometria arterial consisteix a punxar una artèria, quasi sempre la radial. S'extreu sang i es determina la concentració d'oxigen i de diòxid de carboni. És la determinació més fiable del grau d'oxigenació dels teixits perquè determina la concentració de l'oxigen transportat per la sang arterial. L'extracció és una mica dolorosa i dificultosa en alguns pacients.

### La pulsioximetria
La pulsioximetria és la mesura de la concentració d'oxigen en la sang en els capil·lars. Es determina de manera contínua i és monitoritzable.